# Carlowrightia fuertensis
Carlowrightia fuertensis är en akantusväxtart som beskrevs av T.F. Daniel. Carlowrightia fuertensis ingår i släktet Carlowrightia och familjen akantusväxter. Inga underarter finns listade i Catalogue of Life.